# Prado e Remoães
Prado e Remoães (oficialmente: União das Freguesias de Prado e Remoães) é uma freguesia portuguesa do município de Melgaço, com 3,67 km² de área e 445 habitantes (censo de 2021). A sua densidade populacional é 121,3 hab./km².

## História
Foi criada aquando da reorganização administrativa de 2012/2013,  resultando da agregação das antigas freguesias de Prado e Remoães.

## Demografia
A população registada nos censos foi:
| Distribuição da População por Grupos Etários | Distribuição da População por Grupos Etários | Distribuição da População por Grupos Etários | Distribuição da População por Grupos Etários | Distribuição da População por Grupos Etários | Distribuição da População por Grupos Etários |
| -------------------------------------------- | -------------------------------------------- | -------------------------------------------- | -------------------------------------------- | -------------------------------------------- | -------------------------------------------- |
| Antes da agregação                           |                                              |                                              |                                              |                                              |                                              |
| Ano                                          | 0-14 anos                                    | 15-24 anos                                   | 25-64 anos                                   | >= 65 anos                                   | Total                                        |
| 2001                                         | 54                                           | 78                                           | 303                                          | 157                                          | 592                                          |
| 2011                                         | 51                                           | 43                                           | 273                                          | 183                                          | 550                                          |
| Após a agregação                             |                                              |                                              |                                              |                                              |                                              |
| Ano                                          | 0-14 anos                                    | 15-24 anos                                   | 25-64 anos                                   | >= 65 anos                                   | Total                                        |
| 2021                                         | 33                                           | 34                                           | 195                                          | 183                                          | 445                                          |